# Finntown, New York

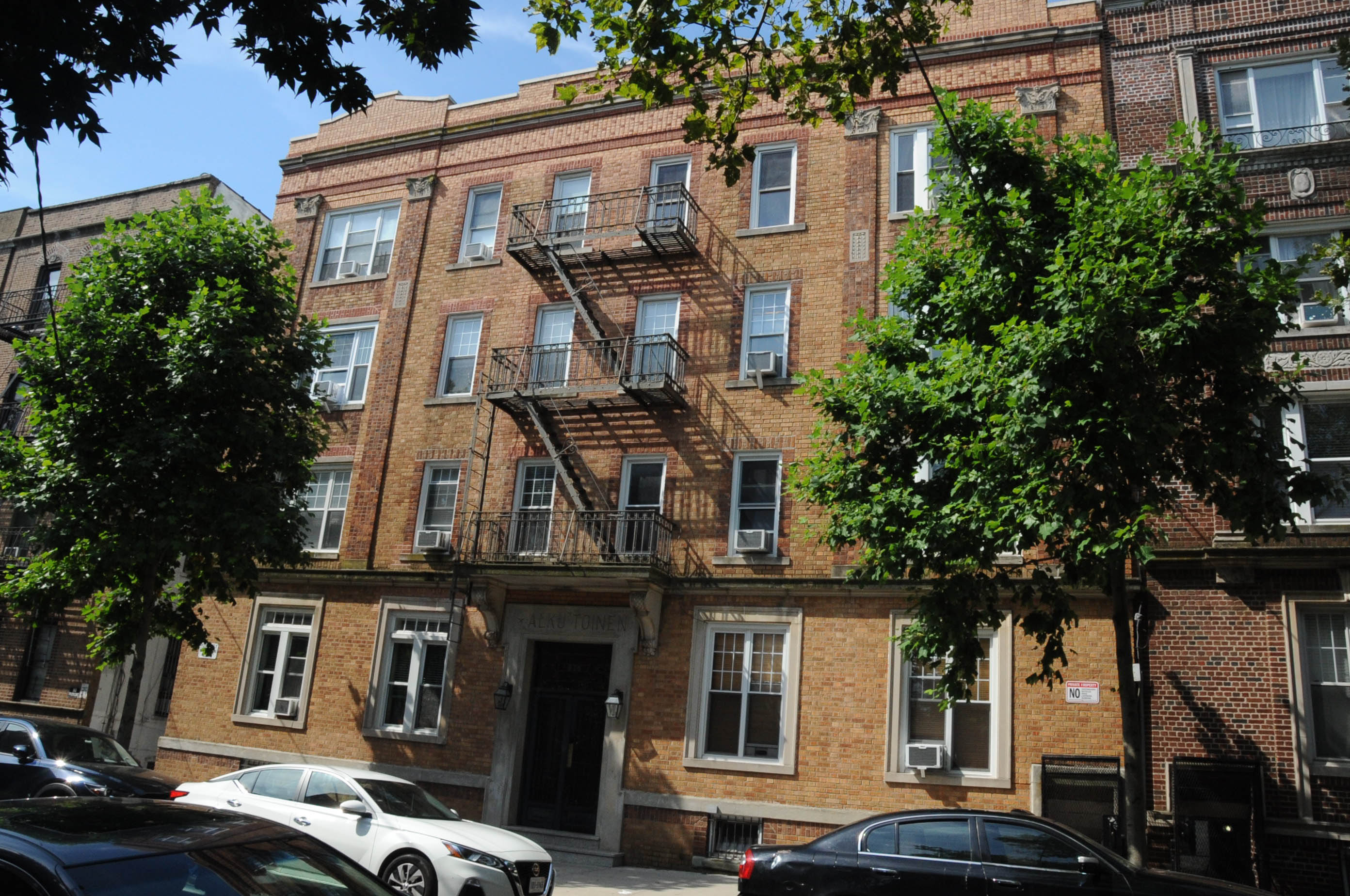

Finntown var ett informellt stadsdelsområde vid Sunset Park på södra Brooklyn i New York. Där bodde på ett litet område, åtminstone under mellankrigstiden drygt 10 000 finländare. I New York fanns också ett område i Harlem med hög koncentration av finska immigranter men inte lika utpräglat som i Finntown. Området runt Sunset Park befolkades först av irländare som flydde svältkatastrofen på 1840-talet. Andra europeiska immigranter slog sig ned och under 1880–1890-talen bildades en enklav med immigranter från Finland. Finntown som amerikafinnarna själva skrev Finntaun, omfattade ett flertal kvarter i området. År 1939 avgränsade New York Times området till mellan sjunde och nionde avenyn, från trettionionde till fyrtiofemte gatan. I närheten bildades ett norskt område som fick namnet Little Norway.
Den finska befolkningen bildade så kallade osuuskunnat, kooperativa hyreshus där hyresgästerna också ägde husen, efter finsk förebild år 1916. De var därmed pionjärer för den kooperativa rörelsen i USA.
Området hade många finska matbutiker, restauranger och liknande, ett par bastur, boktryckeri, luthersk kyrka, finländska vänsterns och högerns samlingslokaler, samt frälsningsarméns verksamhet. Föreningslivet var mycket aktivt, bland annat hette en finsk gymnastikförening Kaleva.
Området växte upp runt industriområdet Bush Terminal som byggdes år 1895, den fortsatte att växa till och med andra världskrigets slut 1945 när det närliggande industri och hamnområdet Brooklyn Army Terminal hade 10 000 civilanställda och från vilken 80% av allt amerikanskt materiel och manskap skeppades till andra världskriget.
Efter kriget konkurrerades industri och hamnområdet ut av lastbilar och hamnarna i New Jersey. Området förslummades när befolkningen lämnade det och arbetena försvann. År 1972 bodde fortfarande 1500 finska ättlingar kvar, det var framförallt ensamstående äldre kvinnor och änkor som bodde i de kooperativt ägda lägenheterna. Idag har även dessa ersatts av andra immigranter.